# Amtsrat
Amtsrat ist in Deutschland die Amtsbezeichnung eines Beamten in der Laufbahngruppe des gehobenen Dienstes in der Bundes- oder Landesverwaltung im dritten bzw. im ersten (wenn sich die Beamten in einer Laufbahn des gehobenen technischen Dienstes in Baden-Württemberg befinden) Beförderungsamt. Ohne Zusatz wird sie regelmäßig bei obersten Bundesbehörden (Bundesministerien) geführt. Häufigster Zusatz ist „Regierungs-“; die entsprechende Amtsbezeichnung lautet dementsprechend Regierungsamtsrat (RAR) und wird grundsätzlich in der Laufbahn des gehobenen nichttechnischen Verwaltungsdienstes geführt. Die nächsthöhere Grundamtsbezeichnung ist Oberamtsrat (End- und Verzahnungsamt), die nächstniedrigere lautet Amtmann (zweites Beförderungsamt). Das Amt mit der Amtsbezeichnung ist in Besoldungsgruppe A 12 der Bundesbesoldungsordnung A des Bundesbesoldungsgesetzes oder der Besoldungsordnungen der Landesbesoldungsgesetze eingruppiert. Amtsräte können die Befähigung für eine Laufbahn des gehobenen Dienstes durch eine Laufbahnausbildung als Fachhochschulstudium mit dem Abschluss Diplom-Verwaltungswirt (FH) bzw. Bachelor abgeschlossen haben oder sie haben die Laufbahnbefähigung durch Anerkennung erworben.

## Dienststellung in einer Behörde
Amtsräte sind in großen Behörden zumeist als stellvertretende Sachgebietsleiter oder Sachgebietsleiter tätig und Vorgesetzte der Beamten des gehobenen, mittleren und, sofern vorhanden, einfachen Dienstes oder entsprechend eingruppierter Tarifbeschäftigte. In kleineren Dienststellen können Amtsräte auch die Funktion eines stellvertretenden Abteilungsleiters oder eines Abteilungsleiters innehaben. Aufgrund guter dienstlicher Beurteilungen wurden sie nach dem Grundsatz der fachlichen Leistung bis in das dritte Beförderungsamt ihrer Laufbahn befördert.

## Zusätze und Entsprechungen
Zur Grundamtsbezeichnung Amtsrat existieren zahlreiche Zusätze und weitere Amtsbezeichnungen, die für ein Amt in Besoldungsgruppe A 12 verliehen werden. Neben der häufigsten Kombination von Grundamtsbezeichnung und Zusatz Regierungsamtsrat (RAR) werden im gehobenen nichttechnischen Verwaltungsdienst die Amtsbezeichnungen Archivamtsrat und Bibliotheksamtsrat geführt. 
Das Amt entspricht von Laufbahn der Besoldungsgruppe den Dienstgraden eines Hauptmanns und eines Kapitänleutnants der Bundeswehr, sofern die beiden Dienstgrade nicht in Besoldungsgruppe A 11 eingruppiert sind.
Ebenfalls in der Besoldungsgruppe A 12 steht der Oberamtmann.
In Baden-Württemberg existiert für Beamte im Landesdienst kein Zusatz mehr zur Grundamtsbezeichnung Amtsrat – unabhängig der jeweiligen Laufbahn.
Vergleichbare Beamte führen im gehobenen auswärtigen Dienst neben der Amtsbezeichnung Amtsrat auch die Amtsbezeichnungen Kanzler erster Klasse (sofern nicht Besoldungsgruppe A 11; § 1 Abs. 2 LAP-gehDAAV 2004), im gehobenen Bankdienst bei der Deutschen Bundesbank die Amtsbezeichnung Bundesbankamtsrat (Anlage 1 (zu § 2 Abs. 2) BBankLV), im gehobenen Polizeivollzugsdienst die Amtsbezeichnung Polizeihauptkommissar (Anlage 1 (zu § 3 Abs. 2) BPolLV), bei Verwendung in der Polizei beim Deutschen Bundestag Polizeihauptkommissar beim Deutschen Bundestag (Anlage (zu § 3) PolBTLV) und im gehobenen kriminalpolizeilichen Vollzugsdienst die Amtsbezeichnung Kriminalhauptkommissar (Anlage (zu § 3 Abs. 2) KrimLV). Bei der Bundesagentur für Arbeit führen Beamte im entsprechenden Amt des gehobenen nichttechnischen Verwaltungsdienstes die Amtsbezeichnung Amtsrat bei der Bundesagentur für Arbeit, in der Justizverwaltung Justizamtsrat, in der Steuerverwaltung Steueramtsrat und bei der Zollverwaltung Zollamtsrat (vormals Zollrat).
Im gehobenen technischen Verwaltungsdienst lautet die Amtsbezeichnung grundsätzlich Technischer Regierungsamtsrat (TRAR). Daneben besteht in dieser Laufbahn auch die Amtsbezeichnung Brandamtsrat für Beamte mit feuerwehrtechnischer Fachrichtung.
Im agrar-, forst- und ernährungswissenschaftlichen sowie tierärztlichen Dienst, sofern forstwissenschaftliche Aufgaben wahrgenommen werden, lautet die Amtsbezeichnung Forstamtsrat.
In den auslaufenden Laufbahnen der Beamten bei den Postnachfolgeunternehmen und bei den Beamten des Bundeseisenbahnvermögens, die zur Wahrnehmung einer Tätigkeit bei der Deutschen Bahn beurlaubt oder zugewiesen sind, haben die entsprechenden Ämter des gehobenen Dienstes die Amtsbezeichnungen Bundesbahnamtsrat (Laufbahn der Bundesbahninspektoren; § 6 ELV), Technischer Bundesbahnamtsrat (Laufbahn der technischen Bundesbahninspektoren; § 7 ELV), Postamtsrat (gehobener nichttechnischen Postverwaltungsdienst) und Technischer Postamtsrat (gehobener technischer Postverwaltungsdienst; Anlage 1 (zu § 2 Abs. 2) PostLV).
Mit der Übernahme der Bundesfernstraßenverwaltung durch den Bund (Zuständigkeit: Fernstraßen-Bundesamt und Die Autobahn GmbH des Bundes) und der bisher mit dieser Aufgabe betrauten Landesbeamten technischer und nichttechnischer Laufbahnen wurde der neue Zusatz zur Grundamtsbezeichnung „Bundesfernstraßen-“ eingeführt. Die Amtsbezeichnungen lauten entsprechend Bundesfernstraßenamtsrat (gehobener nichttechnischer Verwaltungsdienst) oder Technischer Bundesfernstraßenamtsrat (gehobener technischer Verwaltungsdienst).
In den Kommunalverwaltungen und anderer Körperschaften lautet die Amtsbezeichnung regelmäßig Verwaltungsamtsrat, Stadtamtsrat bzw. Kreisamtsrat. Im nautischen Dienst lautet die der Laufbahn und Besoldungsgruppe des Amtsrates entsprechende Amtsbezeichnung in den Geschäftsbereichen des Bundesministeriums der Verteidigung und des Bundesministeriums für Verkehr und digitale Infrastruktur Seehauptkapitän (sofern nicht Besoldungsgruppe A 11) und als Prüfungsbeamter bei einem Rechnungshof Rechnungsrat (Anlage 1 (zu § 9 Abs. 1) BLV).